# SMI-Società Metallurgica Italiana
SMI - Società Metallurgica Italiana est une société industrielle italienne de métallurgie créée en 1886. Son principal site industriel destiné au travail du cuivre est implanté à Livourne en 1887. Le développement est très rapide et en 1889, la société rachète le laminoir de Mammiano et l'usine d'épingles et de clous de Limestre près de Pistoia. La société est introduite à la Bourse de Milan en 1897.
En 1902, elle est reprise par la famille Orlando, une des plus vieilles dynasties industrielles italiennes détenant d'importants intérêts dans les chantiers navals, la sidérurgie, les télécommunications et les secteurs de l'énergie. En 1906, après une prise de participation dans la société allemande Deutsch-Oesterreichische Mannesmannröhren-Werke de Düsseldorf, elle crée une filiale, la société Tubi Mannesmann devenue Dalmine et son usine située près de la ville de Dalmine, spécialisée dans la fabrication de tubes en acier sans soudures qui deviendra une grande spécialité italienne. En 1910, SMI SpA remporte un très important marché public, ce qui lui oblige la société à construire la nouvelle usine de Campo Tizzoro, opérationnelle dès 1911, pour la production de munitions pour pistolets, fusils et l'artillerie légère destinées à l'armée du Roi d'Italie, le Regio Esercito et la Regia Marina.
Pour faire face aux commandes sans cesse plus importantes, la société décide, en 1915, de construire une nouvelle usine à Fornaci dei Barga dans la province de Lucca. Le site sera opérationnel dès l'année suivante en 1916. En 1920, la famille Orlando crée sa holding familiale GIM - Generale Industrie Metallurgiche, qui sera cotée à la bourse de Milan à partir de 1930. En 1935, SMI SpA rachète la majorité des actions de la Società Metallurgica Bresciana (ex Tempini). Le site industriel de Livourne a été quasiment entièrement détruit par les bombardements américains durant la Seconde Guerre mondiale.
En 1954, SMI rachète la société « Industria lamiere speciali » Carlo Viola - Ilssa Viola SpA implantée à Pont S. Martin près d'Aoste. En 1958, SMI incorpore totalement la « Società Metallurgica Bresciana » qui disparaît et son usine mythique de Brescia construite en 1884. En 1969, elle rachète 50 % de la « Società Delta-Società Metallurgica Ligure » et son usine de Serravalle Scrivia dans la province d'Alexandrie à la holding d'Etat Finmeccanica. C'est un des tout premiers cas de privatisation d'une société appartenant à une holding publique en Italie.
En 1971, SMI crée une filiale en Espagne, SMI-Espanola S.A. à Martorell, près de Barcelone pour la production de visserie et petits composants métalliques. En 1973, SMI incorpore la Società Metallurgica Ligure-Delta SpA et rachète 60 % de la société « Metalrame SpA » d'Avellino, spécialisée dans la production de fils de cuivre. En 1975, SMI construit la nouvelle usine de Pianodardine à Avellino qui produit en coulée continue et crée également avec Pirelli Cavi SpA et CEAT Cavi SpA, de la société Italrame SpA.
En 1976, avec le rachat de « TLM » à Pechiney-Ugine-Kuhlmann, SMI crée la société « La Metalli Industriale SpA », devenue Europa Metalli SpA, qui regroupe les usines italiennes des deux groupes, fabriquant des produits semi-finis en cuivre, des produits spéciaux dont des collecteurs pour l'énergie solaire et des munitions pour les armes sportives et militaires. SMI devient la holding du groupe. Les sociétés Italrame SpA, Metalrame SpA et SMI-Hellas Srl sont désormais sous le contrôle de la société "La Metalli Industriali SpA".
Dans le cadre de la restructuration de tout le secteur de l'acier en Italie en 1985, SMI avec sa filiale « Terni SpA », arrête la production dans son usine de Pont S. Martin (Aosta). En 1986, "La Metalli Industriale SpA" modifie sa raison sociale et devient « LMI-La Metalli Industriale SpA ».
En 1987, Péchiney en grande difficulté financière, cède au groupe SMI via sa filiale LMI-La Metalli Industriale SpA, le groupe Tréfimétaux, le plus important fabricant français de produits semi-finis en cuivre. La nouvelle société devient « Europa Metalli-LMI SpA ». La même année, SMI rachète également la société espagnole SIA-Sociedad Industrial Asturiana. En fin d'année 1990, SMI rachète au groupe allemand MAN 76,9 % de sa filiale "KM - Kabelmetal AG", le plus gros fabricant allemand de produits semi-finis en cuivre et alliages.
En 1995, après une nouvelle restructuration financière et industrielle, le groupe GIM-SMI SpA regroupe toutes ses activités industrielles européennes dans une seule entreprise dont le siège est implanté en Allemagne, « KM Europa Metal » dont le contrôle est solidement dans les mains du groupe italien GIM-SMI. Cette même année, KME et le groupe finlandais Outokumpu créent en coentreprise 50/50, la société LOCSA-Laminados Oviedo Cordoba S.A. à Oviedo, en Espagne.
À partir de 2003, le groupe KME AG concentre son activité dans les secteurs des produits laminés, les tubes et les produits spéciaux, abandonnant le secteur des semi-conducteurs.
À partir de 2005, la société cotée en bourse Intek Group SpA devient le principal actionnaire du groupe GIM et SMI change de raison sociale en KME Group SpA 
qui compte désormais 15 usines en Italie, Allemagne, France, Espagne et Chine, 6.847 salariés, 2 centres de recherche et développement. Son chiffre d'affaires global consolidé, la 1re année, fut de 2,176 milliards d'€uros. C'est la société leader dans la production de produits semi-finis en cuivre de haute technologie.
En 2016, KME vend 49 % de sa filiale KME France qui reprend le nom de Tréfimétaux S.a.S. à European Copper Tubes Limited. L'accord comprend également une partie des usines de Givet et Niederbruck (France) et de Serravalle Scrivia (Italie). KME exploite maintenant ces usines à travers la filiale Tréfimétaux S.A.S. qui est devenue une coentreprise avec European Copper Tubes Limited.

## Implantations internationales
- Italie : 
  - KME Italia SpA
  - KME Brass Italia SpA
- Espagne :
  - KME Ibertubos S.A.
- Allemagne :
  - KME Brass Germany GmbH
  - KME Germany GmbH & Co. KG
  - KMD Connectors Stolberg Gmbh
- France :
  - Tréfimétaux SAS
  - KME Brass France SAS
- États-Unis :
  - KME AMERICA MARINE TUBE LLC
- Chine : 
  - KMD Group - coentreprise entre KME 50 % et les entreprises chinoises Golden Dragon Precise Copper Tube, Henan Province (P.R.C.) 34 % et Chongqing Wanzhou Economy Technology Development Co. (P.R.C.) 16 %.